# Opposite of Adults
Opposite of Adults è un brano musicale del gruppo statunitense hip hop Chiddy Bang, realizzato su un campionamento di Kids di MGMT, e pubblicato il 21 febbraio 2010 come singolo. Già da un anno tuttavia era stato reso disponibile in vari siti web con il titolo Kids. A fine 2010, Opposite of Adults era stato inserito nella colonna sonora del videogioco Need for Speed: Hot Pursuit e in un episodio sia di Rob Dyrdek's Fantasy Factory, che di Friday Night Lights.

## Tracce
Vinile 12"
1. Opposite of Adults – 3:15
2. Chiddy Freestyle – 2:09
3. Sooner or Later – 3:16

Download digitale
1. Opposite of Adults – 3:15
2. Chiddy Freestyle – 2:09
3. Sooner or Later – 3:16

Vinile 7"
1. Opposite of Adults - 3:15
2. Sooner or Later - 3:16

## Classifiche
| Classifica (2010)         | Posizione massima |
| ------------------------- | ----------------- |
| Stati Uniti               | 90                |
| Stati Uniti (heatseekers) | 7                 |